# Forward in Faith
Forward in Faith (FiF) är en organisation som arbetar inom Engelska kyrkan och Skotska episkopalkyrkan. Den står för en traditionell form av anglokatolicism. Bland deras viktigaste frågor märks en traditionell syn på olika delar av kyrkans doktrin, särskilt frågan om prästvigning av kvinnor och kvinnors innehav av kyrkliga positioner inom episkopatet. I Wales heter motsvarande rörelse Credo Cymru som verkar inom kyrkan i Wales. Forward in Faith North America (FIFNA) arbetar i USA.

## Historik
FiF grundades 1992 som svar på att generalsynoden i Engelska kyrkan beslöt att tillåta prästvigning av kvinnor. Ursprungligen var FiF en paraplyorganisation för ett antal katolska föreningar och kampanjorganisationer. År 1994 blev det en medlemsorganisation och år 1996 även välgörenhetsorganisation. Traditionalister inom skotska episkopalkyrkan anslöt sig till Forward in Faith 1997. Credo Cymru, traditionaliströrelsen i kyrkan i Wales, upprättade formella förbindelser med Forward in Faith år 2003, men de två är fortfarande egna sammanslutningar.
Under de två första decennierna arbetade FiF för att engelska kyrkan särskilt skulle sörja för de medlemmar som inte skulle kunna ta emot sakramenten från kvinnliga präster och från de biskopar som prästvigde kvinnor.
En höjdpunkt i rörelsens första decennium var "Christ Our Future", en mässa som hölls år 2000 för att fira det nya årtusendet och som hölls i London Arena där de 10 000 platserna fylldes. Nattvarden firades under ledning av ärkebiskopen av York, David Hope, tillsammans med fler än 35 biskopar och 750 präster. Predikan hölls av biskopen av London, Richard Chartres.
Rapporten Consecrated Women (Canterbury Press, 2004), togs fram av FiF:s arbetande styrelse och publicerades som ett inlägg i debatten om kvinnor inom episkopatet. Dess teologiska del särpublicerades tillsammans med ytterligare material, i skriften Fathers in God? (Canterbury Press, 2015).
Efter att kvinnor vigts till episkopatet har FiF:s roll övergått till att som demokratiskt organiserad medlems- och välgörenhetsorganisation stödja, finansiera och administrera The Society under beskydd av helgonen Wilfrid och Hilda av Whitby.
Under de första åren hade FiF ett antal evangelikala medlemmar, men numer är den övervägande delen anglokatolska.

### Relationen till romersk-katolska kyrkan
År 2009 uppgavs att kardinal Christoph Schönborn, romersk-katolsk ärkebiskop av Wien, hade haft en serie möten med FiF:s ordförande John Broadhurst, anglikansk biskop av Fulham på förslag av påven.
Den 20 oktober 2009 publicerade Rom skrivelsen Anglicanorum Coetibus vari man redogjorde för sin avsikt att skapa personliga ordinarier för grupper av tidigare anglikaner inom romersk-katolska kyrkan, liknande de befintliga militära ordinarier på så sätt att de utövar sin tjänst på personlig grund snarare än inom ett visst geografiskt område, som fallet är med vanliga stift.
I oktober 2010 meddelade John Broadhurst att han hade för avsikt att ansluta sig till romersk-katolska kyrkan, men valde än så länge att kvarstå som ordförande för Forward in Faith och sade att "det är inte en organisation som tillhör engelska kyrkan". Han avgick som ordförande i november 2010 innan han togs upp i romersk-katolska kyrkan.

## Stadgar

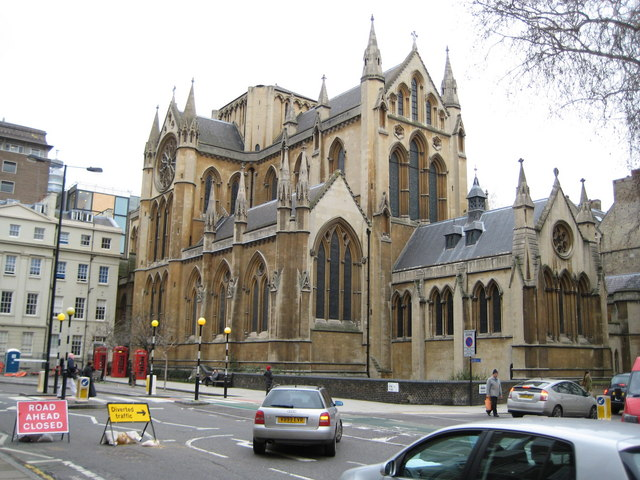
The English Chapel, i den östra änden av Church of Christ the King, Bloomsbury, används av FiF sedan 1996

Forward in Faith:s stadgar godkänns och fastställs av årsmötet, vilket även väljer organisationens företrädare och råd. Den exekutiva kommittén, som består av organisationens företrädare och medlemmar som valts eller godkänts av rådet, utgör välgörenhetsdelens styrelse. Organisationen finns i flertalet engelska stift.

## Ledarskap

### Ordförande
- John Broadhurst (–2010)
- Jonathan Baker (2010–2014)
- Tony Robinson (2014–2018)

### Direktor
- Stephen Parkinson (1993–2012)[14]
- Colin Podmore (2013–ff)

## Forward in Faith North America
Forward in Faith North America (FIFNA) är en egen organisation som inte har några strukturella kopplingar till FiF. Den ser istället sig själv som efterföljare till Coalition for the Apostolic Ministry (som grundades under 1970-talet), till Evangelical and Catholic Mission (grundad 1976) och till Episcopal Synod of America, som grundades 1989. FIFNA grundades år 1999.
FIFNA arbetar i hela USA inom flera kyrkor i den anglikanska traditionen, till exempel Reformed Episcopal Church, Anglican Church in North America, Diocese of the Holy Cross, Anglican Mission in the Americas, Anglican Province of America, Anglican Church in America och Episkopalkyrkan i USA.
FIFNA beskriver sig själva som:

"...en gemenskap av biskopar, präster, lekmän, församlingar och ordnar som följer Herrens ord och som upprätthåller den evangelikala tro och katolska ordning som är ett arv från det anglikanska sättet, och som arbetar för, ber för och ger till kyrkans reform och förnyelse. Vi är en läroorganisation med uppdrag att sprida den allmänneliga tron så som den tas emot, praktiseras och förs vidare i den anglikanska nattvarden."